# Le Theil (Manche)
Le Theil település Franciaországban, Manche megyében. Lakosainak száma 653 fő (2018. január 1.). Le Theil Brillevast, Gonneville-le-Theil, Le Mesnil-au-Val, Montaigu-la-Brisette, Saussemesnil, Teurthéville-Bocage és Gonneville községekkel határos.

## Népesség
A település népességének változása:
| Lakosok száma | 421  | 382  | 447  | 523  | 558  | 682  | 665  | 664  | 662  | 653  |
|               | 1962 | 1968 | 1982 | 1990 | 1999 | 2008 | 2011 | 2013 | 2017 | 2018 |